# Пляж Пасяча
42°31′00″ пн. ш. 18°19′10″ сх. д. / 42.516666666667° пн. ш. 18.319444444444° сх. д.
Пляж Пасяча (хорв. Pasjača) — невеликий прихований піщано-гальковий пляж у регіоні Конавле, південна Хорватія. Він розташований під скелями Конавле, де зустрічається з Адріатичним морем, утворюючи вузьку піщано-гравійну прибережну смугу унікальної та дивовижної краси.

## Місцезнаходження
Пасяча знаходиться приблизно в 30 кілометрах від Дубровника, одного з найвидатніших і найбільш відвідуваних туристичних напрямків у Середземному морі, морського порту та центру округу Дубровник-Неретва. Цавтат, центр Конавле, розташований приблизно за 12 км. Існує асфальтована дорога від Цавтата до Поповічі, села неподалік від пляжу, а також місце для паркування до 50 автомобілів. Потім вузька стежка веде круто вниз від скель до пляжу.

## Особливості
Пляж невеликий, вузький, переважно піщано-гальковий, з деякими скелями в мілкому морі. Його довжина становить приблизно 80 метрів, а ширина — 10 метрів. Бірюзова морська вода прозора і кришталево чиста. Віддалена і важкодоступна Пасяча є раєм для любителів природи, мандрівників і авантюристів і менш підходить для людей похилого віку або людей з обмеженими можливостями та сімей з маленькими дітьми.
На Пасячі немає пляжних приміщень чи будь-яких споруд (туалет, кіоск, кіоск, душ, кабінка для переодягання тощо), тому гості повинні брати все (їжу, напої, шезлонги …) з собою або готуватися до Робінзонського туризму.

## Історія
Як пляж Пасяча утворилася в середині ХХ століття. При будівництві тунелю викопаний кам'яний матеріал викидали в море з краю скелі висотою 200 метрів. Лише за кілька років хвилі Адріатичного моря перетворили каміння на пляж, наповнений дрібним піском. Оскільки пізніше морська вода повільно виносила пісок, кам'яний матеріал було замінено, а естетичний вигляд збережено.

## Галерея

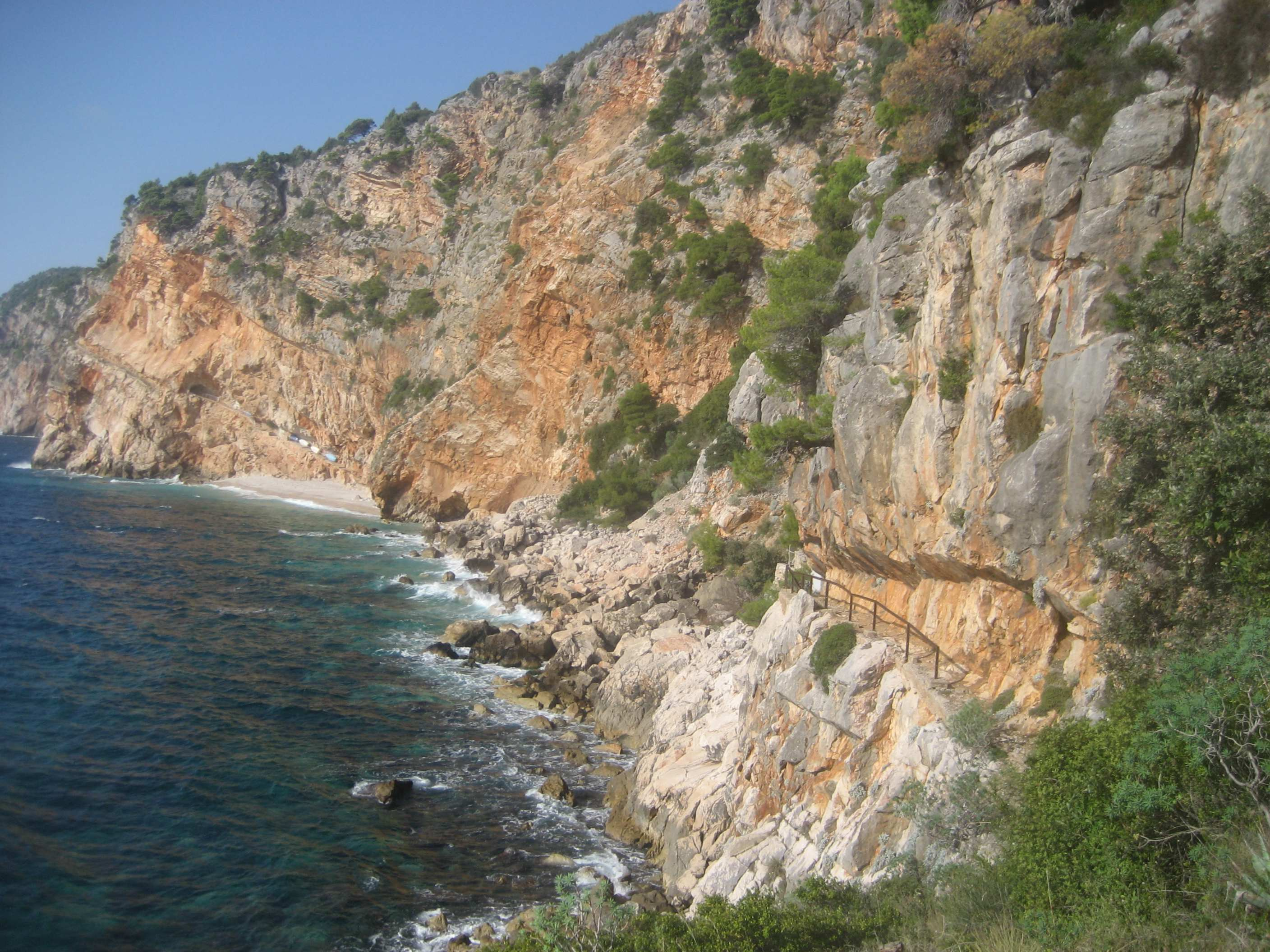
Конавські скелі з Пасячою на задній плані
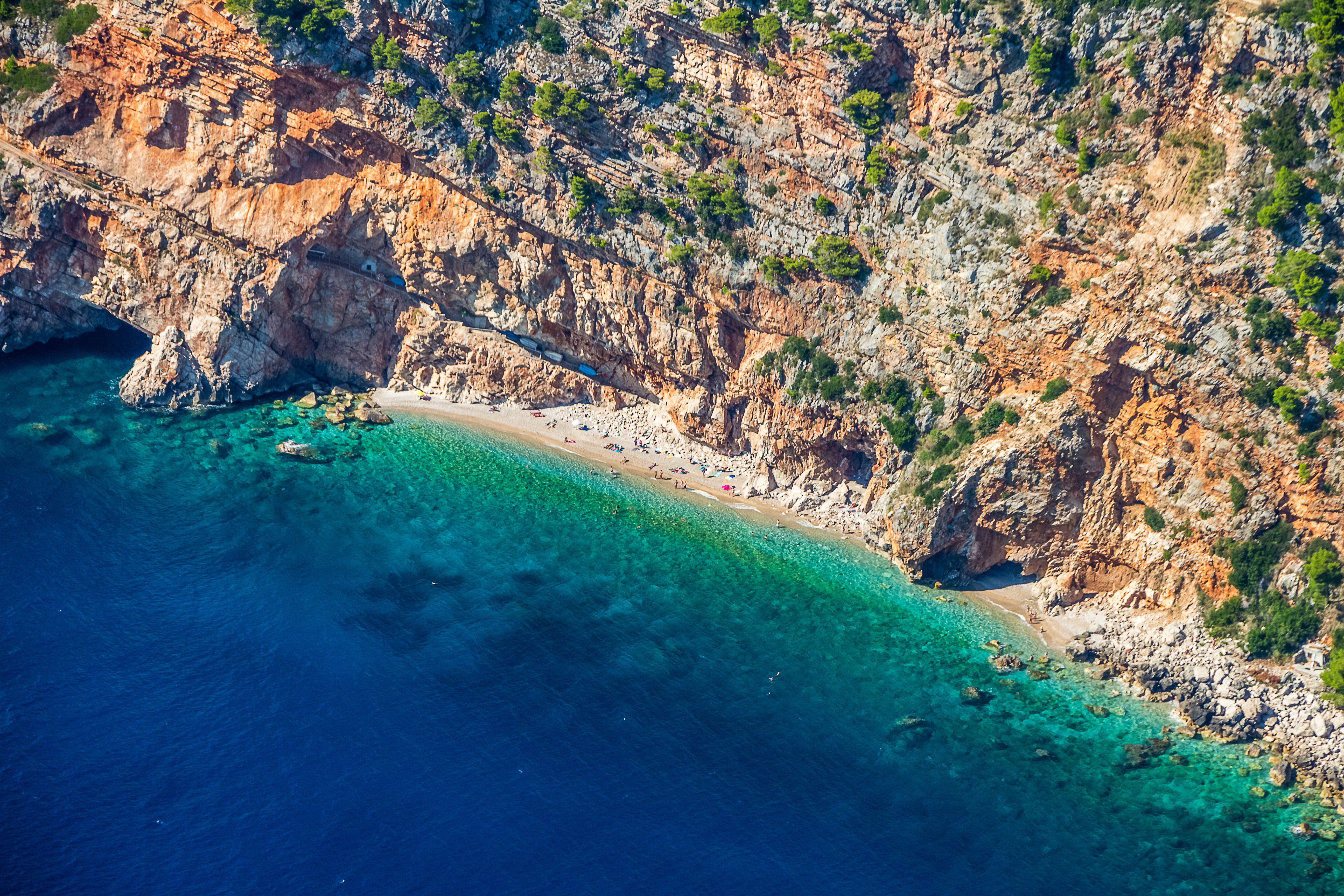
Вид з повітря
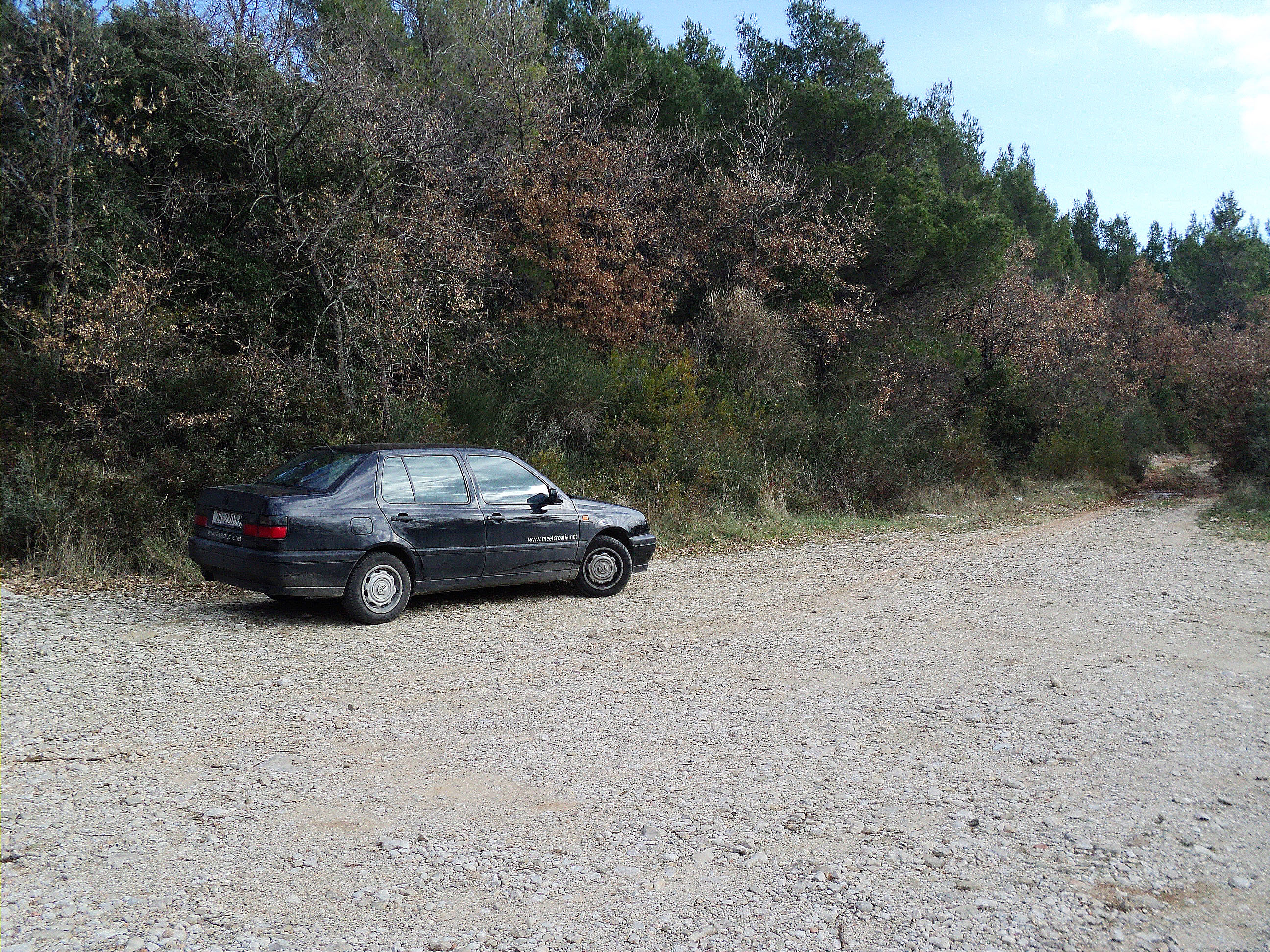
Парковка
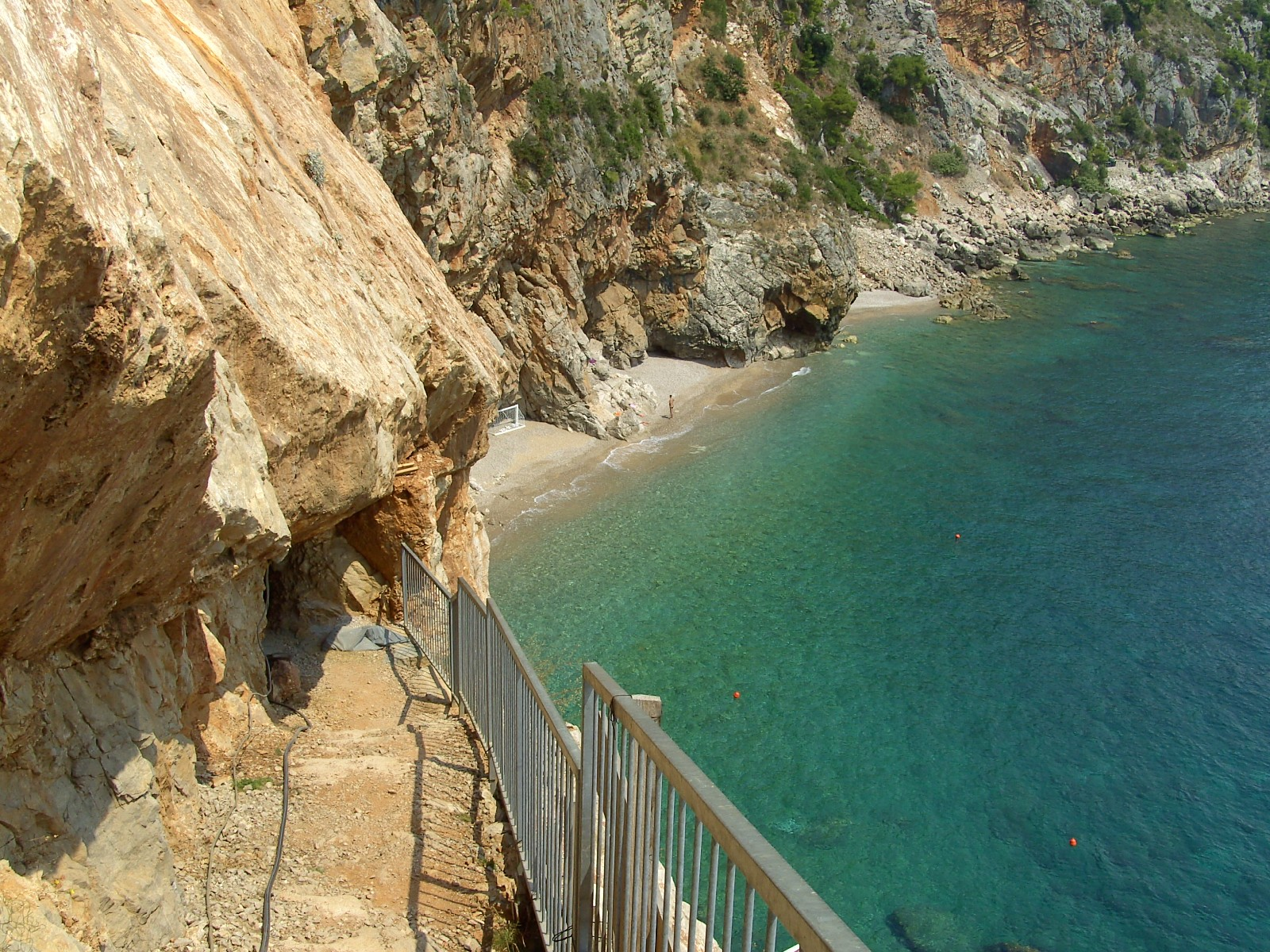
Вид з вузької стежки, що веде вниз